# The Big Pink
The Big Pink ist ein britisches Elektrorock-Duo.

## Geschichte

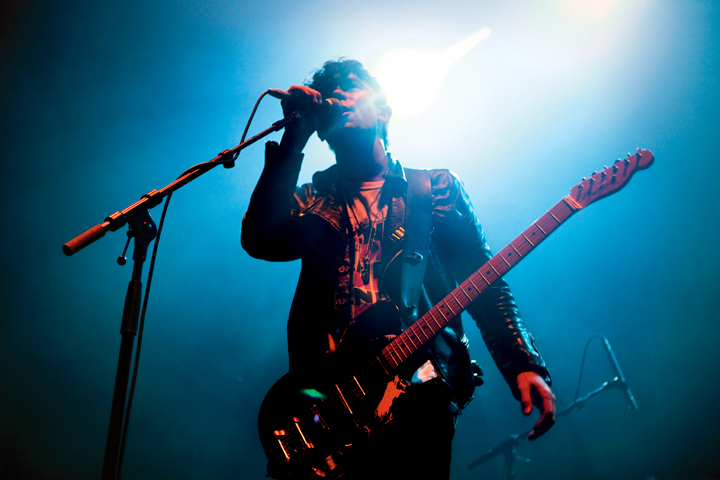
Robbie Furze von The Big Pink bei einem Auftritt in London (2009)

Bevor sich das Duo zusammenfand, war Robbie Furze als Gitarrist für Alec Empire sowie in der Digital-Hardcore-Band Panic DHH tätig gewesen, und Milo Cordell hatte sich um die Veröffentlichungen bei seinem Label Merok Records gekümmert, bei dem unter anderem die Klaxons unter Vertrag stehen.
Seit 2007 spielen Furze und Cordell zusammen. Im Jahr 2008 veröffentlichten sie ihre erste Single in limitierter Auflage. Vor allem machten sie aber mit ihren Auftritten von sich reden, weshalb sie Anfang 2009 vom New Musical Express mit dem Newcomer-Award ausgezeichnet wurden. Sie schlossen sich dem renommierten Label 4AD an und veröffentlichten noch im selben Jahr ihr Debütalbum. Es kam nicht nur in die UK-Charts, sondern platzierte sich auch bei den US-Alben. Mit dem Song Dominos gelang ihnen außerdem ein respektabler Hit in den UK-Singlecharts.

## Diskografie
Alben
- 2009: A Brief History of Love (4AD)
- 2012: Future This (4AD)

Singles
- 2008: Too Young to Love (House Anxiety Records)
- 2009: Velvet (4AD)
- 2009: Stop the World (4AD)
- 2009: Dominos (4AD)
- 2010: Tonight (4AD)
- 2011: Stay Gold (4AD)

Kompilationen
- 2010: The Big Pink - Tapes (!K7 Records)